# Klein London
 (décembre 2017).
Pour les articles homonymes, voir London.
Klein London est un quartier de la commune allemande de Wrestedt, dans l'arrondissement d'Uelzen, Land de Basse-Saxe.

## Source, notes et références
- (de) Cet article est partiellement ou en totalité issu de l’article de Wikipédia en allemand intitulé « Klein London » (voir la liste des auteurs).